# Панцирні бояри
Па́нцирні боя́ри (також близькі до них п́анцирні сл́уги) — групи феодально залежних людей на Русі у 15—16 століттях., які несли військову службу у Великому князівстві Литовському і жили у великокняжих володіннях.
Панцирні бояри описані в Литовських статутах та іноді віднесені до «простого стану», а іноді зближені з дрібношляхетським.
Панцирні бояри були зобов'язані нести службу на коні й тяжкому («панцирному») озброєнні по охороні державних кордонів, коронних маєтностей і замків, брати участь у військових діях. Переважно походили із зубожілих бояр, селян, козаків і часом із звільнених невільників. Господарства панцирних бояр звільнялись від податків і феодальних повинностей. Зрівняні в правах з ними були путні бояри, які несли подорожну службу (гінці), охороняли шляхи тощо.
1528 року обидві групи формально скасовувалися — частину з них перетворили на дрібну шляхту, а інших — на державних селян. Але ще до кінця 16 століття обидві категорії існували. Наприкінці 16 століття на східно-українських землях деяка частина їх перейшла до реєстрових козаків.
Після приєднання земель Східної Білорусі до Російської імперії в XVIII ст. панцирні бояри були зараховані до двірського відомства «й у всьому поверстані» з двірськими селянами, їм надані права козаків. У 1782 році їх було 6 168 осіб. 3 412 панцирних бояр в 1807 році переведені в городові козаки, інші записані в розряд державних селян.